# 陳瑚 (臺灣)
陳瑚（1876年8月6日—1922年11月19日），字滄玉，號枕山，台灣苗栗縣苗栗二堡房裡庄（今苗栗縣苑裡鎮房裡里）人:161，詩人。

## 生平
陳瑚1876年（光緒二年）六月十七日出生:236，幼習漢學:161，乙未割臺後赴苗栗國語傳習所（今苗栗縣苗栗市建功國民小學）就讀，畢業後任母校教師，24歲時轉調苗栗國語傳習所大甲分教場（今臺中市大甲區大甲國民小學）:236，32歲:236應臺中新聞社聘為漢文部編輯記者。1902年（明治三十五年）林朝崧創立「櫟社」，其與蔡啟運、呂厚菴、陳槐庭、陳基六首先加入，為「創社九老」之一；嗣又參加「臺灣文社」。1910年（明治四十三年）任苑裡區長:161，另偕朱麗、杜清等人創設大甲帽蓆株式會社，亦為苑里帽蓆會社社長。1913年（大正二年）獲贈紳章:161，1922年（大正十一年）因病赴臺北治療，11月19日病逝，享年四十八。